# Sulphur (Louisiana)
Sulphur è un comune degli Stati Uniti d'America, nella parrocchia civile di Calcasieu nello Stato della Louisiana. Fa parte dell'area metropolitana di Lake Charles.
Deve il suo nome alle miniere di zolfo sfruttate a partire dai primi del novecento. Qui l'immigrato tedesco Hermann Frasch inventò e attuò il "metodo Frasch" che innovò le modalità di estrazione dello zolfo.